# Ogașu Podului, Caraș-Severin
Ogașu Podului este un sat în comuna Sichevița din județul Caraș-Severin, Banat, România.